# 산폴리노역
산폴리노 (Sanpolino) 역은 이탈리아 북부 브레시아의 브레시아 지하철에 속한 역이다. 브레시아의 신개발 교외 구역인  산폴리노 구의 중심에 위치해 있다.
산폴리노 역은 고가로 된 역인 탓에 대형 콘크리트 기둥이 떠받치고 있는 구조이며, 건설 당시 주변 지역과 도로망을 재정비해야 했다. 상부 승강장의 하층에는 두 열짜리 기다란 주차공간이 있으며 최대 1,400대까지 수용할 수 있다. 이곳은 근처의 산테우페미아델라폰테와 부팔로라 지역에서 오는 승객들을 위한 주차공간으로 지어진 것이다.

## 시설
이 역에는 다음과 같은 시설이 있다.
- 매표기

## 환승
- 버스 정류장
  - 9번[2] - 비올리노 - 바디아 - 밀라노 - 첸트로 - 포로보아리오 - 산폴로 카세 - 산폴리노 - 부팔로라
  - 16번[3] - 온차토 - 론카델레 - 비올리노 - 우라고 멜라 - 오베르단 - 베네치아 - 피아베 - 두카 아브루치 - 조르조네 - 산폴리노